# Chelone (Belagerungsgerät)
Die Chelone (altgriechisch χελώνη, deutsch ‚Schildkröte‘, lateinisch testudo) war eine militärisch genutzte, bewegliche, hölzerne Schutzvorrichtung, die mehreren Personen Schutz vor feindlichem Beschuss bot und vermutlich schon im 5. Jahrhundert v. Chr. von den Griechen und später auch von den Römern bei Belagerungskriegen verwendet wurde.
Das aus Holz bestehende, fahrbare Schutzgestell wurde für die seitliche und nach oben gedeckte, direkte Heranführung von Soldaten an die feindliche Stadtmauer benutzt, die diese unterminierten oder auf andere Weise zu überwinden versuchten. Auch wurden unter solchen mobilen Deckungen, die zumeist einen verstärkten frontalen Schutz boten, Geländearbeiten durchgeführt. Hierzu gehörten insbesondere das Zuschütten von Gräben oder das Beseitigen von anderen Hindernissen.
Die größere Variante, die Widderschildkröte, war von ähnlicher Bauart und diente dem Schutz des an der Firstpfette aufgehängten Baumstamms, nämlich dem Rammbock und seiner ihn bedienenden Mannschaft.
Die Römer übernahmen die hochentwickelte hellenistische Belagerungstechnik (Poliorketik) und entwickelten sie teilweise weiter.

## Abbildungen

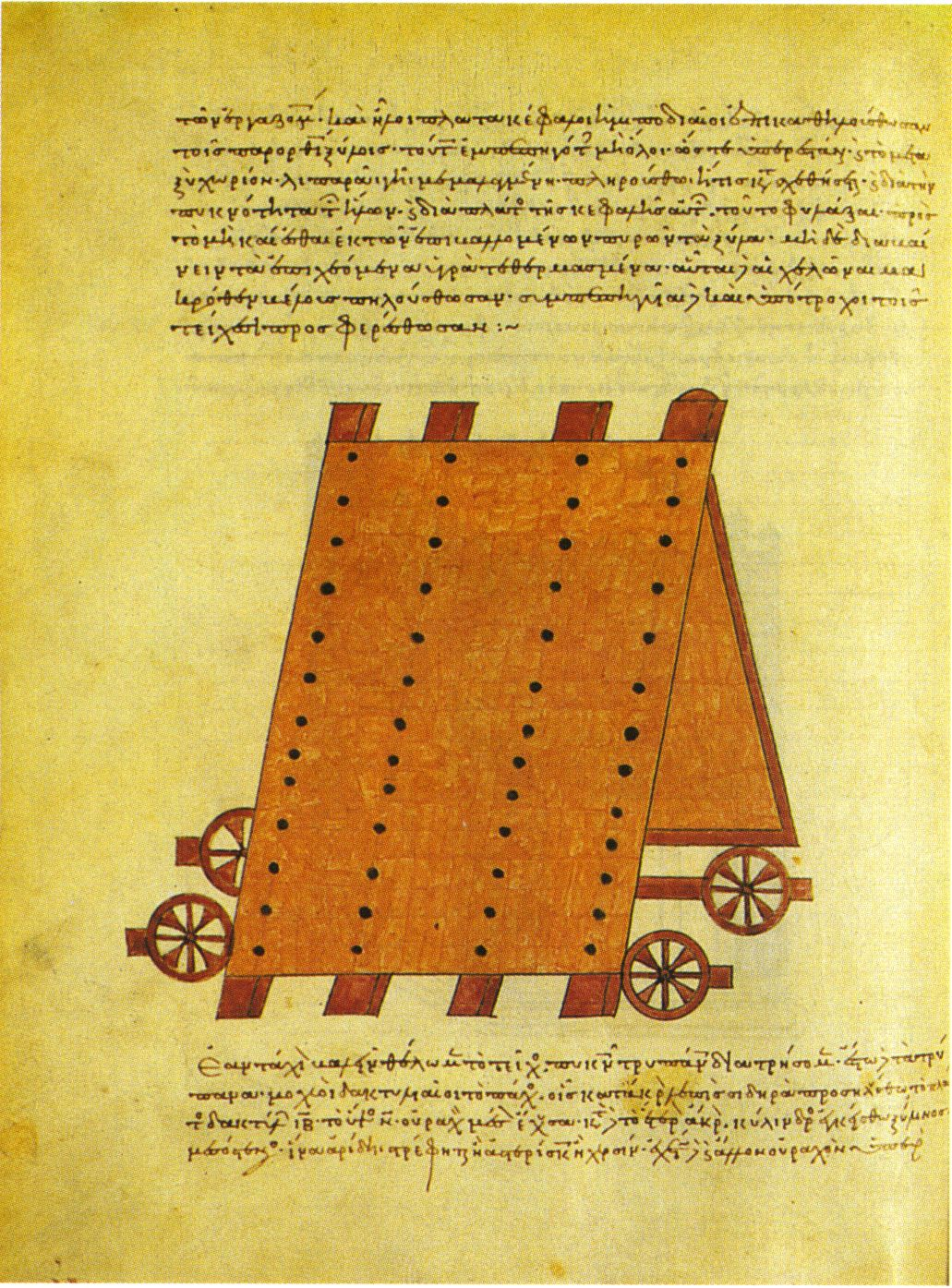
Apollodor von Damaskus, Poliorketika 148: Chelone in der Handschrift Paris, Bibliothèque Nationale, Graec. 2442, fol. 81v (11./12. Jahrhundert)
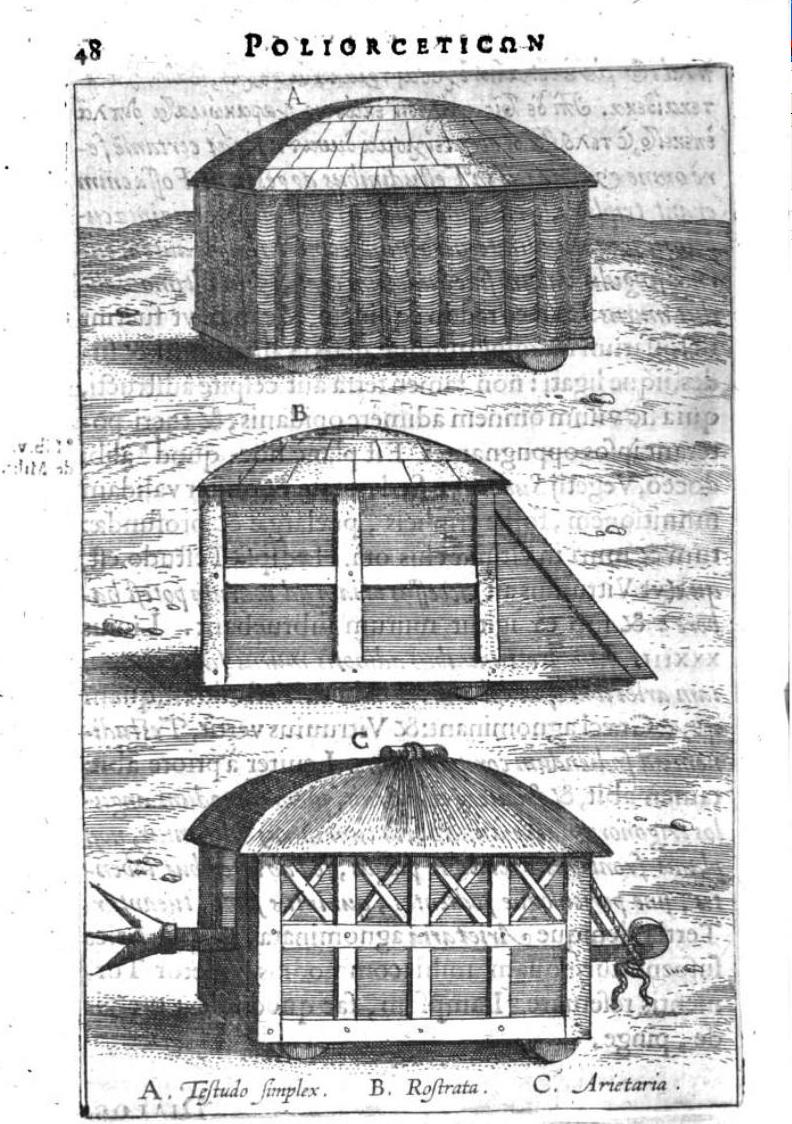
A. Testudo Simplex, B. Testudo Rostrata, C. Testudo Arietaria
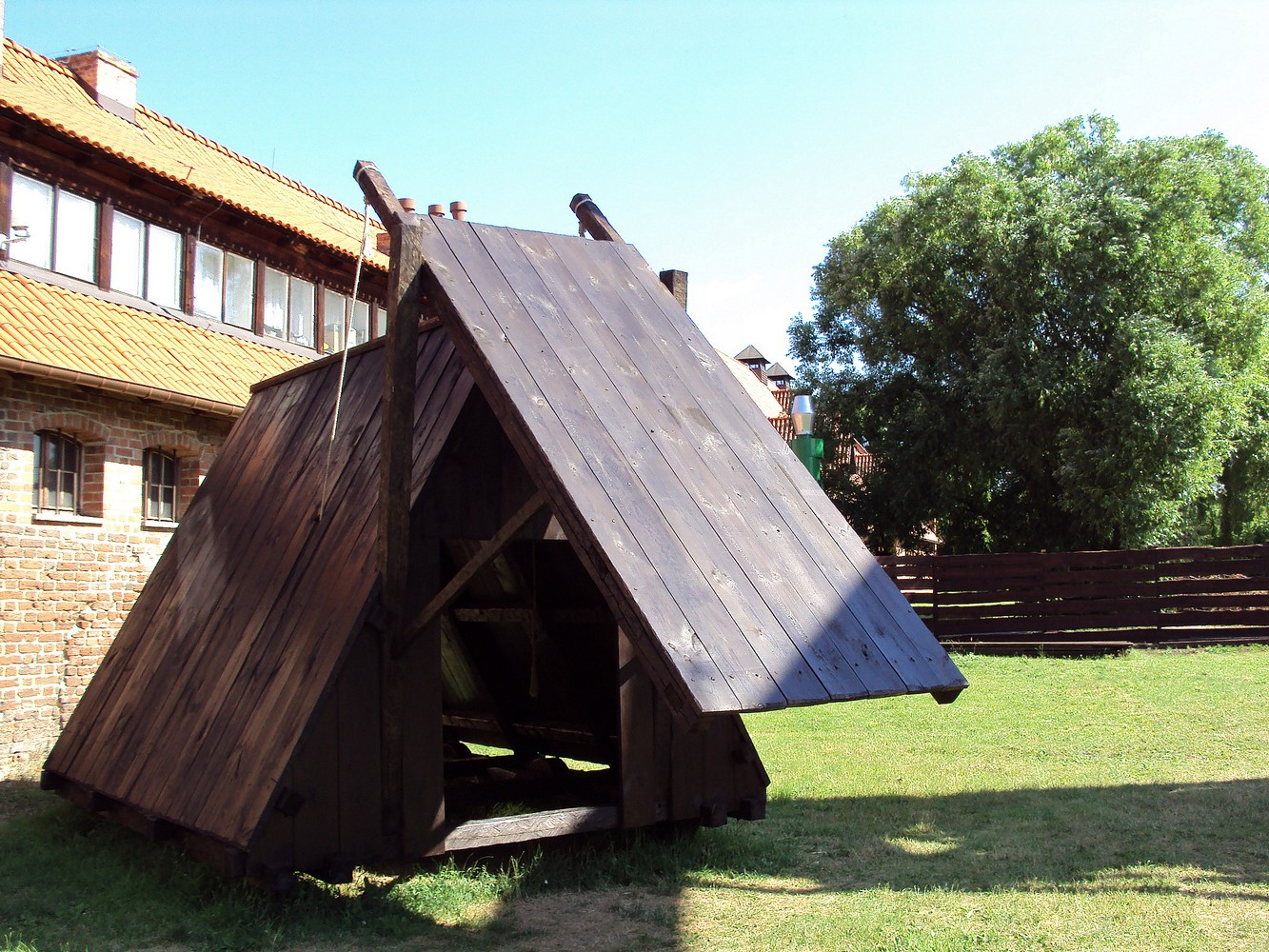
Rekonstruktion einer Chelone oder Testudo (Schildkröte)
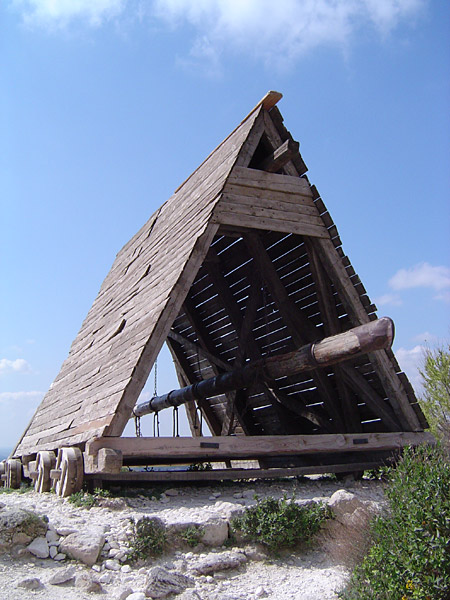
Nachbau eines Rammbocks mit Schutzbau (Widderschildkröte)